# Sinfonie KV 95
Die Sinfonie D-Dur Köchelverzeichnis 95 wurde möglicherweise von Wolfgang Amadeus Mozart im Jahr 1770 in Rom  komponiert.

## Allgemeines

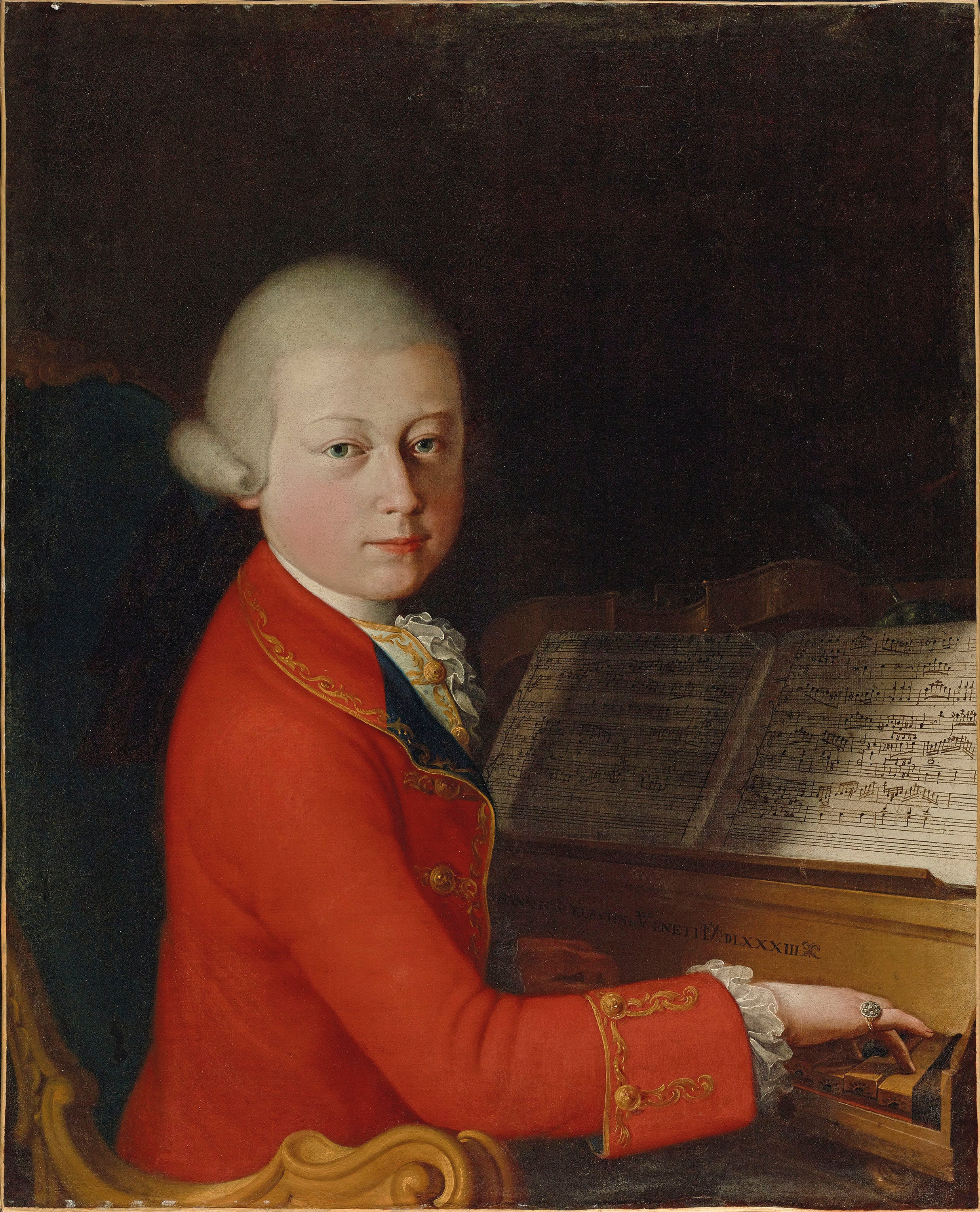
Gemälde Mozarts von Saverio dalla Rosa, Januar 1770

Am 25. April 1770 erwähnt Mozart in einem Brief aus Italien an seine Schwester u. a. zwei Sinfonien. Alfred Einstein (1937) ist der Auffassung, dass es sich dabei um Köchelverzeichnis (KV) 95 und KV 97 handelt, die man auch als „Zwillingssinfonien“ bezeichnen könnte (Einstein bezieht sich dabei auch auf die Tonart und die Struktur der Werke) und die Mozart wahrscheinlich im April 1770 in Rom komponiert habe. Diese Auffassung wird jedoch von anderen Autoren bezweifelt, da für beide Sinfonien keine Autographe überliefert sind.
Auch für zwei weitere D-Dur Sinfonien, KV 81 und KV 84, die Mozart während seiner ersten Italienreise komponiert haben soll, ist die Echtheit nicht zweifelsfrei geklärt. Wolfgang Gersthofer (2007) nimmt unter Berücksichtigung anderer, sicher von Mozart während dieser Zeit entstandenen Werke eine Autorschaft desselben für die Sinfonien KV 81, KV 84, KV 95 und KV 97 „mit großer Wahrscheinlichkeit“ an.
Ob die Sinfonien KV 95 und KV 97 ursprünglich – dem italienischen Typus gemäß – dreisätzig waren und Mozart später das Menuett nachkomponierte, oder ob sie von Anfang an viersätzig konzipiert waren, ist unklar.
Die Alte Mozart-Ausgabe (erschienen 1879–1882) führt 41 Sinfonien mit der Nummerierung von 1 bis 41. Weitere Werke wurden bis 1910 in Ergänzungsbänden veröffentlicht. Die darin enthaltenen Sinfonien sind manchmal mit den Nummern 42 bis 55 bezeichnet (KV 95 hat die Nummer 45), auch wenn es sich um frühere Werke als Mozarts letzte Sinfonie KV 551 von 1788 handelt, die nach der Alten Mozart-Ausgabe die Nummer 41 trägt.

## Zur Musik
Besetzung:  zwei Querflöten (diese nur im zweiten Satz), zwei Oboen, zwei Trompeten in D, zwei Violinen, Viola, Cello, Kontrabass. In zeitgenössischen Orchestern war es zudem üblich, auch ohne gesonderte Notierung Fagott und Cembalo (sofern im Orchester vorhanden) zur Verstärkung der Bass-Stimme bzw. als Continuo einzusetzen. Dies gilt bei Verwendung von Trompeten wahrscheinlich auch für die teilweise außerhalb der Partitur notierten Pauken.
Aufführungsdauer:  ca. 12 Minuten.
Bei den hier benutzten Begriffen in Anlehnung an die Sonatensatzform ist zu berücksichtigen, dass dieses Schema in der ersten Hälfte des 19. Jahrhunderts entworfen wurde (siehe dort) und von daher nur mit Einschränkungen auf die Sinfonie KV 95 übertragen werden kann. Die Sätze 1, 2 und 4 entsprechen noch mehr der zweiteiligen Form, bei der der zweite Satzteil als modifizierter Durchlauf des ersten („Exposition“) angesehen wird. – Die hier vorgenommene Beschreibung und Gliederung der Sätze ist als Vorschlag zu verstehen. Je nach Standpunkt sind auch andere Abgrenzungen und Deutungen möglich.

### Erster Satz: Allegro
D-Dur, 2/2-Takt (alla breve), 90 Takte
Der Satz eröffnet als fanfarenartige Abfolge aus kräftigem Unisono-D, abgesetzter Achtelbewegung der Violinen im Piano (Motiv 1), energisch wiederholten Quart-Motiv (Motiv 2) und einer sich aufschraubenden Figur (Motiv 3). Ähnliche Anfänge finden sich bei KV 74 und  KV 97. Diese Abfolge wird nun  wiederholt, ehe in Takt 17 eine Überleitungspassage aus Akkordmelodik, Verzierungen und Unisono-Achtelläufen einsetzt.
Die Passage von Takt 27 bis 35 steht in der Dominante A-Dur und lässt sich aus der abgesetzten Achtelfigur von Motiv 1 herleiten, wobei nun jedoch nur die 1. Violine stimmführend ist, während 2. Violine und Viola mit Achteln begleiten (Bläser und Bass schweigen). Am Ende wechselt die Harmonie kurz echoartig nach Moll, wodurch ein interessanter Klangeffekt entsteht. Die Schlussgruppe (Takt 35–43) basiert wiederum auf Akkordmelodik und energischen Tonwiederholungen. 
Die „Durchführung“ bzw. der zweite Teil beginnt ähnlich dem Satzanfang als Akkord auf Fis (ohne Terz, daher bleibt es zunächst unklar, ob Dur oder Moll vorliegt), der über das verkürzte Motiv 1 und eine Legato-Kadenz (Motiv 4) nach h-Moll aufgelöst wird; h-Moll etabliert sich kurzfristig mit Motiv 2 (verkürzt) und Motiv 3. Ab Takt 52 folgt eine Wiederholung dieser Abfolge auf der Basis von E-Dur, die nach Erreichen von A-Dur in die Sequenzierung von Motiv 3 übergeht. Der weitere Ablauf entspricht mit dem Einsatz des zweiten Themas ab Takt 71 dem der Exposition. Codaartig wird ab Takt 86 nochmals Motiv 3 aufgegriffen, das den Satz „offen“ auf einem D-Dur-Septakkord mit anschließender Generalpause beendet. Dieser Akkord wirkt dominantisch zum G-Dur des folgenden Andante.
Insgesamt hat der Satz damit – wie auch KV 97 – einen ouvertürenartigen Charakter, der allerdings hier noch dadurch verstärkt wird, dass der erste Satz in den zweiten übergeht.
Volker Scherliess bemängelt, dass die „thematische Erfindung vergleichsweise schematisch wirkt“ und im „Mittelteil Sequenzreihungen erklingen, denen es – gemessen an dem Standard, durch den Mozart uns verwöhnt hat – eher an Eleganz gebricht.“ Auch Hermann Abert äußert sich etwas abwertend. Neal Zaslaw spricht von einem „Essay in zusammengesetzten Orchestergeräuschen (…), der keine erinnerbaren oder singbaren Melodien (…) bietet. (...) Die zur Beschreibung und Erklärung oft notwendige Zuhilfenahme linguistischer Analogien würde uns in diesem Fall vor die absurde Aufgabe stellen, uns einen bedeutungsvollen Prosatext vorzustellen, der ausschließlich aus Artikeln, Konjunktionen und Präpositionen besteht. (...) Sinfonien dieser Manier von Johann Stamitz nannte Leopold Mozart „nichts als Lärm“ (...).“Zaslaw verweist  jedoch auch auf Bewertungsschwierigkeiten für diese Art Musik.
Für den Beginn des Überleitungsteils ab Takt 17 sieht Wolfgang Gersthofer (2007) eine auffallende Ähnlichkeit zur Ouvertüre der Oper Artaserse von Johann Christian Bach.

### Zweiter Satz: Andante
G-Dur, 3/4-Takt, 56 Takte, Trompeten schweigen, Flöten vertreten die Oboen
Der Satz basiert auf einem sanglich-wiegenden, achttaktigen Thema. Zunächst sind die Violinen stimmführend, bei der Wiederholung (Takt 9 ff.) entsteht durch das Hinzutreten der Flöten eine pastorale Schäfer-Klangfarbe. Ab Takt 17 folgen zwei jeweils viertaktige Motive, wiederum mit Stimmführung in den Flöten und der 1. Violine. Der erste Teil endet in Takt 24.
Der zweite Teil beginnt mit zwei neuen Motiven, die ähnlich wie die vorigen strukturiert sind, wobei das erste durch den versetzten Einsatz von 1. Flöte / 1. Violine einerseits und 2. Flöte / 2. Violine andererseits gekennzeichnet ist. Nach diesem Überleitungsteil folgt in Takt 33 eine Wiederholung des ersten Teils. Teil 1 und Teil 2 werden jeweils wiederholt.
Das Hauptthema weist Ähnlichkeiten auf mit dem fünften Satz (Andante) der Serenade KV 204 sowie mit dem Menuett der Sonate KV 9.

### Dritter Satz: Menuetto
D-Dur, 3/4-Takt, mit Trio 46 Takte
Die Audiowiedergabe wird in deinem Browser nicht unterstützt. Du kannst die Audiodatei herunterladen.
Das energische Menuett basiert überwiegend auf Dreiklangsmelodik und hat v. a. am Anfang bei durchlaufendem Bass unter aufsteigenden Akkorden einen besonders strahlenden Charakter. Es ist vollständig im Forte gehalten und insgesamt recht kompakt gebaut: Der erste Teil ist achttaktig, der zweite besteht aus einer sechstaktigen Überleitungspassage (wiederum laufender Bass über ausgehaltenen Unisono-Tönen der Oberstimmen) und greift dann erneut die Melodie des ersten auf.
Das Trio in d-Moll für Streicher und Oboe kontrastiert mit seiner weicheren Klangfarbe zum Menuett. Es steht vollständig im Piano (Menuett: vollständig Forte) und basiert auf einem Dialog zwischen 1. und 2. Violine mit wiegender, auf- und absteigender Bewegung. Die Taktverhältnisse der beiden Teile sind ähnlich wie beim Menuett. 
Die Audiowiedergabe wird in deinem Browser nicht unterstützt. Du kannst die Audiodatei herunterladen.

### Vierter Satz: Allegro
D-Dur, 2/4-Takt, 120 Takte
Die Audiowiedergabe wird in deinem Browser nicht unterstützt. Du kannst die Audiodatei herunterladen.
Wie im Anfangssatz gleicher Bezeichnung basiert auch dieses Allegro überwiegend auf Akkordmelodik, die den Satzbeginn mit drei wiederholten viertaktigen Motiven dominiert. Bezeichnend für das dritte Motiv ist zudem ein virtuoser Sechzehntel-Lauf aufwärts und die echoartige Wiederholung im Piano. An das zweite Thema (Takt 35–42), das von den Streichern im A-Dur – Piano vorgetragen wird und das im Verhältnis zum ersten Allegro etwas melodiöser gestaltet ist, schließt sich (ähnlich zum ersten Satz) die Schlussgruppe wiederum aus Akkordmelodik an. Die Exposition endet in Takt 59 mit Akkordschlägen auf A-Dur.
Der zweite Teil beginnt mit einer Sequenzierung von Motiv 1 über A-Dur und h-Moll nach D-Dur, womit in Takt 66 bereits die Reprise erreicht ist. Diese entspricht bis auf eine kurze Wendung nach e-Moll mit Motiv 2 (Takt 69) überwiegend der Exposition. Beide Satzteile werden wiederholt. Wie für Sinfonien dieses Typus damals üblich, ist das Allegro als letzter Satz im „Kehraus-“ Charakter gehalten.